# New Era Building

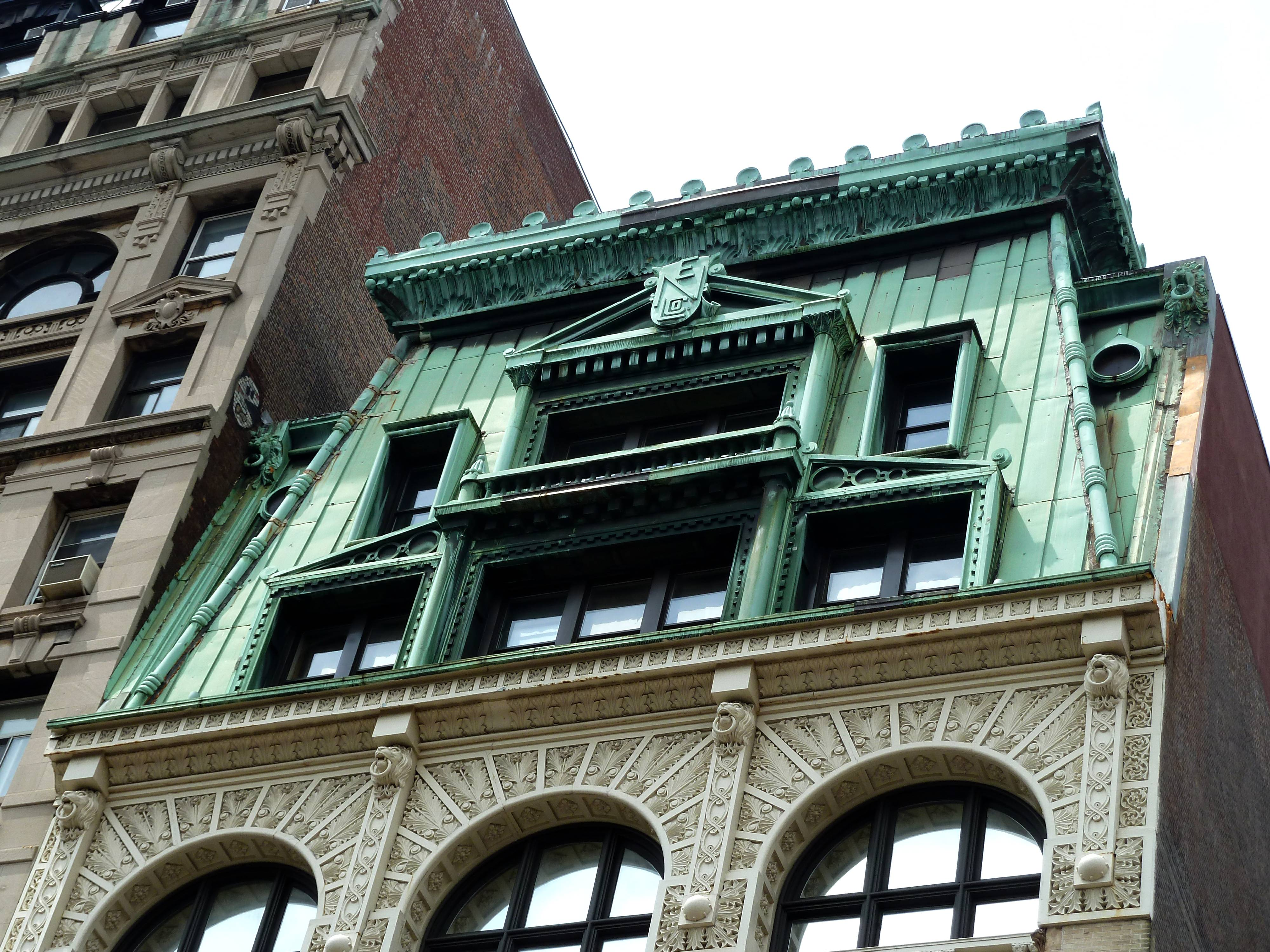
Detalle del techo abuhardillado con frente de cobre y ornamentación de hierro del sexto piso

El New Era Building es un edificio loft comercial de estilo Art Nouveau construido en 1893 en 495 Broadway, entre Spring Street y Broome Street, en la sección SoHo de Manhattan en Nueva York (Estados Unidos).

## Arquitectura
El edificio de ladrillo y mampostería de ocho pisos ha sido descrito como una "joya" y un magnífico ejemplo de arquitectura Art Nouveau. Evitando el entonces popular estilo Beaux Arts, este es uno de los pocos y posiblemente el más antiguo edificio Art Nouveau en Manhattan que aún se mantiene en pie. Cuatro columnas dóricas redondeadas parecen sostener cinco pisos con tres filas verticales de grandes ventanales separados por adornos de ladrillo y hierro, que culminan en tres grandes arcos en el sexto piso. Esto está rematado con un techo abuhardillado de cobre de dos pisos, ahora recubierto con verdín, que recuerda a la arquitectura parisina. Los 8361, 3 m² edificio es servido por un elevador de carga y dos elevadores de pasajeros. El tamaño promedio del piso es de 929 m². El edificio atraviesa la cuadra al oeste de Broadway, por lo que también da a Mercer Street, que es paralela a Broadway.
Las fuentes difieren en cuanto al arquitecto, desarrollador y año de construcción. La Comisión de Preservación de Monumentos Históricos de la Ciudad de Nueva York, en su informe de 1973 sobre el Distrito Histórico de SoHo-Cast Iron, dice que el edificio, en 495 Broadway, fue diseñado por Alfred Zucker para Augustus D. Juilliard y se completó en 1893. Varias otras fuentes que se muestran a continuación dicen que el edificio fue diseñado por Buchman & Deisler para Jeremiah C. Lyons, quien anteriormente había desarrollado bienes raíces en otras áreas de Manhattan, y se completó en 1897. Sin embargo, muchas de estas mismas fuentes muestran erróneamente la dirección como 491 Broadway. La Comisión de Preservación de Monumentos Históricos dice que 491 Broadway, el edificio de 12 pisos algo más delgado adyacente al sur del New Era Building, es el edificio Buchman & Deisler de 1897.

## Historia
Aunque sus lofts estaban destinados originalmente a la New Era Printing Company, el edificio pronto fue ocupado por una oficina de la empresa Butler Brothers, una de las primeras empresas de venta por correo que tenía 100.000 clientes en el momento de su mudanza. Más tarde, en 1927, comenzaron a franquiciar las tiendas Ben Franklin.
En el momento en que se inauguró este edificio, los negocios de moda ya se estaban moviendo más hacia el norte de Manhattan. Pronto empezaron a instalarse en la zona distintas empresas, como por ejemplo los fabricantes y distribuidores de papel usado.
El 29 de diciembre de 1927, un incendio causó daños por valor de un millón de dólares. El fuego ardió durante dos horas antes de ser notado y provocó el colapso parcial de ocho pisos hacia la parte trasera, o el lado de Mercer Street.El incendio comenzó entre algunas cajas en la sala de envío del sótano de la empresa. El colapso fue causado cuando tres columnas de soporte de hierro fundido huecas de 14 pulgadas de diámetro sin protección se pandearon debido al calor excesivo, derribaron los ocho pisos de arriba. El aislamiento resistente al fuego podría haber evitado el colapso.
En 2011, los inquilinos incluían una tienda de ropa, consultores de moda, un editor, un club de golf y fitness, una farmacia y el Swiss Institute.
El Swiss Institute Contemporary Art New York ocupó el loft del tercer piso desde 1994 hasta 2011. En septiembre de 2011, el instituto se trasladó al 18 de Wooster Street.